# MZ-2500
MZ-2500（エムゼットにせんごひゃく）は、シャープのMZシリーズに属する1985年10月から発売された8ビットパーソナルコンピュータである。ニックネームは「スーパーMZ」（Super MZ）。MZ-2000/2200の後継機であると同時に、MZ-80B系の直系後継機である。前の世代に当たるMZ-2000から実に3年振りのリニューアルにふさわしい大幅な機能の追加と高速化が行われた機種ではあるが、既に市場は固定されつつありそのシェアを覆すには至らなかった。独自アーキテクチャを持つ8ビットMZシリーズ全体の最終機種でもあり、6809系のFM77AVや、MB-S1と並び、最強の8ビット機と称されることがある機種の一つ。雑誌等では不死鳥（フェニックス）とも呼ばれた。後継機は、互換モードと新規開発の16ビットモードを持つMZ-2861。開発コードはLEYで回路図等に表記が見られる。

## 概要
クリーン設計
従来機種と同じく本体にはシステムプログラム自体は持たない。但し、旧来の機種がIPLのみしか内蔵していなかったのに対し、高機能化したハードウェアを制御するプログラムがIOCSとして内蔵されている。
そのファンクションの一つには特定の位置をコールできる物があるため、機能を基準にコールせずにROM内のモジュールのアドレスを指定し、直接呼んでしてしまうアプリケーションについてはIOCSの改修に伴い非互換の要素をはらんでいる。
2種類のBASICを添付
従来のMZユーザが馴染んだ命令セットのBASIC-S25と既に当時のBASIC環境としては覇権を握りつつあった、マイクロソフト系の命令セットを持つBASIC-M25が用意された。
従来機種、並びに、同社別部署別シリーズで採用されたHu-BASICでは無く、N88-BASICに近い実装の新規のものである。
CPUクロックの向上
Z80Aノーウェイト4MHzで動作していた旧機種に対し、MZ-2500ではZ80Bを搭載し一部を除きM1サイクル時に1ウェイト掛かる6MHz動作となった。
メモリ管理の強化
旧機種がメモリ空間をテキスト、グラフィックスVRAMへのアクセスの為、特定のアドレスを単純なバンク切り換えで拡張したのみだったのに対し、本機ではMB-S1やFM-77、MSXのメモリーマッパー等と同じくメモリコントローラを搭載し、8分割したメモリ空間に対し、512KBのアドレス空間から8KB単位で任意の空間を割り当てられる原始的なMMUが実装された。
この事により、メインメモリを256KB、グラフィックスVRAMを128KB管理できるようになったほか、自由な割り当てが可能になったことにより、他の機種と同じような配置でビデオメモリをマッピングすることでソフトウェアの移植についてもしやすくなっていた。
アルゴキーの搭載
上記のメモリマッピングの自由度、容量の増大に伴い、BASICにはアルゴ機能と呼ばれる機能が追加された。
シリーズのシンボルマークであるアルゴー船のマークが付いたキーが用意され、そこには内蔵されたアプリケーションを呼び出す機能が割り当てられている。
尚、本来のマークであるアルゴー船は「Argo」が正しいが、ユーティリティー中でのスペルは、「Algorithm」から来た「Algo」の表記になっている。
常駐プログラムに近く、ロードされたプログラムとは別に、キー操作によって標準では電卓などを起動することが可能であった。
CRTCの大幅な強化
従来機種では、ALU一つ持たずプレーンごとにメモリ空間にマッピングされたVRAMにCPUが直接書き込む仕様だった表示周りが、同機では大幅に強化された。
発色数は320x200モードで256色、最大640x400モードで16色の出力に対応している。仕様としては規定されていないが、カスタムチップの設計仕様から、増設ビデオメモリを搭載する事で、320x400の解像度で出力することも可能である。
また、複数プレーンに対し同時書き込みがサポートされた事により、プレーンを跨いだ色でも高速な描画が可能になっている。
パレットボードは設計上後から追加された形跡があり、16色の出力時に高速なメモリを利用して回路に割り込む形でパレットとして4096色中、指定の値を出力するように設計されている。また、その実装から、存在をソフトウェア側から判別することができない。
それらに加え、PCGを持つことによって、外字の定義、並びに、ゲームにおける背景の合成処理の軽減が行えるようになった。
以上の表示機能に加え、テキスト画面は縦方向のスムーススクロール。グラフィックス画面は縦、横方向へのスムーススクロールをサポートしている。
但し、256色モードはパックドピクセルではなく、プレーンが重なった形の並びになっているため、表示は兎も角何かを動かすのには不向きであった。
この時代にありながらサイクルスチールなどの仕掛けが無いため、グラフィックVRAMへのアクセス速度そのものは速いとはいえない。
また、グラフィックVRAM上でのプログラムの実行は保証されず、リードモデファイライト時には、2Wait入っている。
漢字テキストVRAMの搭載
既にPC-9800シリーズや、X1turboでは実装されているため本機が初ではないが、漢字テキストVRAMが搭載されており、表示コードを書き込むのみでJIS第二水準までのフォントが表示可能である。漢字ROMからフォントイメージをグラフィックとして転送するよりも遥かに処理は軽く、8ビット機でありながら同価格帯の機種よりも快適な日本語の取り扱いを実現した。
データレコーダの搭載
従来機種と同様、ソフトウェア制御可能なデータレコーダが添付されている。
モノラルカセットや大多数のステレオカセットに使われる全幅消去ヘッドではなく語学練習用LLシステムと同等の2トラック独立消去ヘッドを採用しており、録音再生ヘッドがステレオ化されるだけでなく、消去ヘッドもステレオ化されており任意のトラックを単独もしくは両方を同時に消去可能であった。片側のチャンネルをデータレコーダ、もう片方を音声トラックとして利用可能することで頭出しの識別音はデジタルトラック側で行うための判別回路も搭載していた。
時代は既にフロッピーベースのソフトウェア供給に移行しており、実際には幾つかのソフトウェアが録音された音声を再生する機器として利用した程度にしか活用はされていない。
また、後述のとおり、留守番電話として利用した場合、その音声の録音に利用することが可能であった。純正デモンストレーションはフロッピーディスクにプログラムをカセットテープに音楽や説明を記録しデジタルデータトラックに頭出し用の識別音を録音することでタイミングを寸分のズレなく再現することが可能であった。
基本的には旧機種との互換のための搭載であり、MZ-80B/2000モードが無くなった廉価版であるMZ-2520では削除された。
通信を意識した設計
時代的に「パソコン通信」ではあるものの、シリアルポートの標準装備、並びに専用モデムフォンが発売され、ターミナルソフトが標準で添付されている。
専用機器の組み合わせにより、内蔵データレコーダを留守番電話に利用することが可能になっていた。

## ハードウェア
- 大幅な機能の追加が行われた本機では、旧機種のサポートは、モードスイッチによって行われる。[1]
- MZ-2000/2200では、MZ-80Bに対して非互換な部分が存在したが、MZ-2500では、MZ-80Bモードを用意することで、系列の旧機種全ての資産を使えるようになった。
- また、80B、2000モードを6MHzで動作させるモードが隠し機能として存在しているが、CPU速度が直接作用する音の再生、データレコーダの扱いについては非互換である。
- MZ-80Bはグリーンディスプレイを搭載しカラー化のオプションボードも存在しているが、80Bモードでは、画面は白黒で描画される。
- 周辺機器も従来機種と同じものが引き続き利用できるが、16ビットボードは、その物理的な形状の違いと設計から利用できない。
- 3.5インチFDDは縦幅の大きなものであり動作音も比較的大きめである。
- 外観は直方体の本体に、カールコードで接続するキーボードという構成。MZ-2520以外は、フロントパネルにカンガルーポケットが用意され、起動時の解像度モード、MZ-2000/80Bモードの切り換えスイッチと、音量用のスライドボリューム、IPL、RESETボタンを配している。
- ジョイスティックはATARI仕様、マウスはMZ-5500や、Xシリーズと互換のものである。
- FDDの制御は、旧機種の実装を踏襲したソフトウェア的なPIO転送として実装されているため、BGM演奏など割り込みによる処理と併用するように設計されていない。

モデルは、以下の4種類が発売されている。
初期モデルとして以下の2機種が発売された。
- MZ-2511 内蔵FDDが1台の機種。標準価格168,000円。（1985年10月）
- MZ-2521 内蔵FDDが2台の機種。標準価格198,000円。（1985年10月）

その後、モデルチェンジとして、SuperMZ V2の名でマイナーチェンジが行われた。
- MZ-2531 MZ-2521にオプションであった辞書ROM、増設メインメモリを取り込み、テレビコントロールの追加を行った機種。標準価格199,800円。（1986年10月）

更に廉価版として下記の機種が発売されている。後継機であるMZ-2861のデザインはこの機種のものを踏襲した。
- MZ-2520 MZ-2521の仕様から、データレコーダ、旧機種の互換モードを削除。辞書ROMを内蔵。標準価格159,800円。（1986年10月）

### 仕様
- CPU:Z80B 6MHz/4MHz
- RAM:
  - メイン 128KB標準 オプションにより、256KB迄増設が可能。
  - GVRAM:64KB搭載。128KBまで増設可能。
  - CGRAM:14KB Text-VRAM及び、PCG(Programmable Character Generator)搭載。
- ROM:
  - IPL/IOCS 32KB
  - TELENET 16KB ボイスコミュニケーションインターフェース(MZ-1E26)添付(オプション)
  - 漢字フォントROM 256KB - JIS第一水準、第二水準
  - 辞書ROM 256KB(オプション) - ワープロ専用機 書院と同様の仮名漢字変換用辞書を内蔵。
  - パレットボード装着時(オプション)4096色中16色表示可能。
- 音源:YAMAHA YM2203 1基内蔵。（FM音源3ch+SSG音源3ch、各8オクターブ+ノイズ1Ch）
BEEPも存在するが、Z80によって直接制御する必要があるため併用は困難である。また、オプションのボイスボードにより、音声も発声可能。
- FDD
  - MZ-2520/2521/2531は3.5インチ2DDを2台内蔵。
  - MZ-2511は1台のみ内蔵。
- ボイスレコーダ
  - ボタン操作およびソフトコントロール可能・電磁メカ
  - 2トラック独立ヘッド　アナログ記録・再生可能
  - データ転送方式:シャープPWM方式　データ転送速度:2000ビット/秒
- 電源:AC100V 50/60Hz 消費電力50W
- 使用環境:温度10℃－35℃、湿度20%－80%(非結露)
- 外形寸法
  - 本体：幅350×奥行345×高さ128(mm)
  - キーボード：幅410×奥行196×高さ38(mm)
- 重量
  - 本体：Model20(MZ-2511) 7.9kg
  - 本体：Model30(MZ-2521) 8.6kg
  - キーボード：1.4kg
- 表示能力
  - テキスト
80行×25行/20行/12行　カラー 8色
40行×25行/20行/12行　カラー最大(64色)
  - グラフィック VRAM 64KB時
640×400（4色）1画面
640×200（16色）1画面
320×200（16色）2画面
320×200（256色）1画面
  - グラフィック VRAM 128KB時
640×400（16色）1画面
640×200（16色）2画面
320×200（16色）4画面
320×200（256色）2画面に加え、仕様外の
320×400（256色）1画面

### 搭載インタフェース
- プリンター：セントロニクス規格準拠SHARP仕様25ピンD-Subコネクタ×1ポート。
- シリアルポート：RS-232C準拠25ピンD-Sub×1ポート(A)、9ピンD-Sub×1ポート(B)。
- 外部FDD端子 SHARP仕様37ピンD-Sub×1ポート。
- ジョイスティック：ATARI仕様9ピンD-Sub×2ポート。
- キーボード：独自仕様8ピンミニDINコネクタ×2ポート(前面パネルの右下部と右側面前方の排他接続)。
- マウス：SHARP仕様5ピンミニDINコネクタ×2ポート(前面パネルの右下部と右側面前方の排他接続)。
- ディスプレイ用出力端子CRT:カラー(アナログ/デジタル切替)8ピンDINコネクタ×1ポート、モノクロ(アナログ/デジタル切替)5ピンDINコネクタ×1ポート。
- ディスプレイテレビ制御端子：SHARP規格8ピンDIN×1ポート。
- 拡張スロット×2（オプション）。
- ボイスボード用内部コネクタ。
- ボイスコネクタ:専用モデムホン用外部コネクタ。8ピンミニDIN×1ポート。
- オーディオコネクタ:音声入出力ステレオミニジャック(モノラル)

### その他
- MZ-2500共通
  - キーボードは従来の配置から変更され、カーソルキーが横一列から、矢印の向きに配置されるようになった。位置はテンキーの上で、キーが密集した場所になっているが、他のキーよりも背が高くなって判別できるようになっている。
- MZ-2511/2521/2531
  - カンガルーポケットのボリューム、ボタン類は、経年劣化で接触不良が起きがちである。
- MZ-2531(Super MZ V2)
  - MZ-2521(初期モデル)に増設VRAM、辞書ROMと、テレビコントロールの回路を組み込んだものである。
  - テレビコントロール回路は、辞書ROMの場所に配置され、基板のレイアウトは若干変更されている。
  - 外観はフロントパネルのFDDの位置に3本線が引かれ、イジェクトボタンの色が濃くなっている他、天板のMZ-2500と書かれた印刷が無くなった。
  - 同梱ソフトBASICがV2になった。
- MZ-2520
  - 仕様としてはMZ-2521に辞書ROMを内蔵したもの。外観上の相違点として、カンガルーポケットが無くなり、フロントパネルにIPLスイッチとボリュームが配置されたほか、FDDが薄型になった。また、MZ-2000/80Bモードスイッチ、データレコーダ、RS-232CポートB、増設FDDコネクタ、その他使用頻度が低いとみなされたコネクタ類が削除されている。外付けFDDの端子の削除に伴い、内蔵FDDとドライブ番号を入れ替える回路も削除された。それによって、一部のソフトウェア（レイドック）が起動しないなどの非互換部分もある。また、パレットボードが非対応となった。
  - キーボードのコネクタについても、MZ-2861とも、MZ-25x1とも異なる形状になっており、信号は同じものの物理的に交換することができない。

- 特定のキーを押しながらIPLを起動させることで、細かな指定を行える。
  - 公式(オーナーズマニュアル、MZ-2511/2521同梱)
    - /キー:I/O空間に配置されたROMよりプログラムをロード、実行する。
    - Eキー:内蔵FDDを(FD3、FD4)、外部FDDを(FD1、FD2)に交換する
    - Rキー:RS-232Cボーレート(2000,80Bモード時、19200bpsから150bpsまで指定できる。押さない場合は自動的に9600bps)
    - Cキー:動作モードに関わらずカセットデッキから強制的に起動させる。
    - 1キー:FD1から強制的に起動させる。
    - 2キー:FD2から強制的に起動させる。
    - 3キー:FD3から強制的に起動させる。
    - 4キー:FD4から強制的に起動させる。

  - 非公式(MZ-2511/2521発売当時の情報)[2]以降の機種は一部の機能が削られている。
    - Bキー:メインRAMとグラフィックRAM(46ブロック)のテスト(RAM-check)を行う。ブロック毎に判定結果(No/Good)を表示する。
    - Gキー:グラフィックRAMをクリアしない(黒で塗りつぶさない)。ハードウェアの構造上、全画素を完全に保持する保証はない。
    - Xキー:6MHz動作のMZ-80Bモード
    - Zキー:6MHz動作のMZ-2000モード

## ソフトウェア
発売前にメーカーへのソフトウェア作成依頼を行っていたため、従来機のように発売直後にソフトウェアが無いということは無かった。また、メモリマッピングによる移植性の高さは他機種からの移植を促しはしたものの、固有の機能、性能を生かして作られたものは少なく、ベタ移植となることが多い傾向にあった。長年、「ソフトウェアが無ければ自分で作る」という気風がヘビーユーザー層に根付いていたMZシリーズにしては市販ソフトウェアは比較的多く揃った方であるが、既に市場で多くのシェアを獲得していたシリーズに対して状況を覆すには至らず、発売されるソフトウェアは減っていった。主に固有の機能を利用した実装がされている物を記載するが、これ以外にも同シリーズにしては多くのソフトウェアが開発、発売された。下記以外にも任天堂のソフトウェアをハドソンが、ナムコ（後のバンダイナムコゲームス）のソフトウェアを電波新聞社(マイコンソフト)が幾つか移植している。

### 添付ソフトウェア
- BASIC M25/S25

BASIC-M25(MZ-6Z002)が、マイクロソフト系BASICに準ずる命令形のインタプリタであり、BASIC-S25(MZ-6Z003)が、PETに由来するシャープ純正BASICの流れを汲むBASICである。
これらのBASICは、同一のシステムフロッピーに収録され、起動時にHELPキーを押しながら起動することで、選択することができた。
BASICのみで作られたプログラムについてはコンバータも用意され、新しいBASICでも従来機種のプログラムを不完全ながらコンバートすることが可能であった。
なお、BASIC S25と、M25の内部コードは同等の命令で双方に存在する場合は同等の命令が中間コードに割り当てられている。
X-BASIC程特殊ではないものの、Hu-BASIC由来の省略形での入力のほか、行番号のみではなく漢字を含むラベルを利用することが可能になっている。
インデントは中間コードでは圧縮されて管理され、ネスティング、条件分岐などは、複数行に渡って記述することも可能になっているなど、BASICの割には構造化を意識した可読性の高い柔軟な記述が可能になっていた。
アルゴ機能はブート時に設定が可能であり純正では登録ツールなどが無かったため、公開されたソフトウェアは多くなかったが、Oh!MZでは幾つかの作例が示された。
画面モードによっては、ディレクトリの表示、プログラムリストの表示など、スクロールを伴う処理では、スムーススクロールが使われ、画面を止めずとも内容を追いやすいようになっていた。
比較対象の最適化具合など色々な要素はあるものの、BASICでのベンチマークでは、8MHzの8086を使ったPC-9800シリーズに肉薄するなど、インタープリタ自身の速度は当時としては高速であったといえる。
当時のPCではほぼ標準搭載だったFM音源が搭載されていたがFM音源からのIRQがCPUに接続されておらず、FM音源からの割り込みが使えずi8253からの割り込み(システムタイマなどで使用、LFOに必要な1/10程度の速度)を使用していたため、ソフトウェアLFOのサポートが貧弱であった。
このため当時主流であったPC8801MkII SRシリーズからの楽曲移植やLFOによる表現に困難を極めた。
- テレフォンソフト(MZ-6Z010)

簡易通信ソフトウェア。
シリアルポートのターミナルがパソコン通信の利用をにらみ、標準で添付されていた。

### システムソフトウェア
- P-CP/M(MZ-6Z001)

日本国内では珍しい、Personal CP/Mの移植版。
- MSX-DOS

Multiplanを動作させるためのDOS。単体では販売されず、MS-DOSフォーマットのファイルが読み書きできるが、MSXの同名OSのサブセット。
- S-OS "SWORD"

Oh!MZ誌に掲載されたZ80の共通システム。多くのZ80搭載機種で、同システム用ならば同じバイナリによって同じアプリケーションが動作した。
MZ-2500では、漢字変換、漢字出力、高解像度の表示フォントなどが標準の仕様に加えサポートされ、アルゴ機能も利用可能である。
2DDのディスクは、仕様上全領域をサポートできないため、512KB迄をファイルシステムに割り当て、残りの部分にシステム本体を書き込むことで有効利用している。
MZ-2520以外ではMZ-80B/2000/2200版の利用も可能である。
- FENIX

末期に設計、実装されたOS。アプリケーションが開発ツールのみしかないため、利用者は然程多くは無い。
同機種専用に設計されているため、IOCSをコールできるようになっており、単体で動作するバイナリは起動することが基本的に可能である。
メモリブロック単位での管理が行われ、EMMが実装されている場合はそこへスワップすることも可能であり、併用することで見かけ上最大1MiBの領域を管理可能。
コマンドシェルは、UNIX系の流れを汲むものが採用された。

### ゲームソフトウェア
- ゼビウス

電波新聞社による、開発、移植。
パレットボード、スムーススクロールに対応することで、同ゲーム固有のグラデーションを利用した配色による金属表現や、背景のスムースなスクロールを実現している。
前述のとおりパレットボードによる階調が多くを支えているため、8色、16色モードでは他の機種と静止画面は大差が無く、美しい画面とは言い難い。
スプライト機能は無いものの、背景合成の処理が軽減されているため空中物も比較的スムースな動きを見せ、アンドアジェネシスも背景から独立して移動する。
BGMに若干の採譜ミスがあるものの、データ圧縮によりオンメモリで、本編並びに同ゲームの高難易度版であるSuperXEVIOUSのデータも用意されている。
X68000版の発売まで、PCへの移植ではもっとも移植度が高いとされていた。
- パックマン

電波新聞社による開発、移植。
起動、タイトル部分をBASIC、ゲーム本体をアセンブラで記述し、キャラクタのアルゴリズム、コーヒーブレイク等はかなり好き放題に変更されており、月刊マイコンでは自画自賛のレビュー記事を掲載している。
移植の担当はMZ-2000/2200版と同じく多部田俊雄。
- ムーンチャイルド

HOT-Bによるロールプレイングゲーム。
ゲームとして話題に上ることは無かったが、MZ-2500版ではデータレコーダのオーディオトラックと、頭だし機能を使い、タイトル、イベント時にナレーションや音声を再生している。
プログラムはBASICが併用されており、データレコーダを使用した唯一の市販ソフトである。
エンディングのスタッフロールはBASICに頼っているため、表示量と、速度の問題から、一行ごとに止まりながらスムーススクロールする。また、データレコーダの再生音量との兼ね合いで、他のFM音源を利用するソフトウェアの平均的な音量に対し、BGMの出力は小さな音量で作られている。
- レイドック

T&Eソフトで、MSX2用に開発されたゲームの移植。
スプライト機能を持たないため、キャラクタの移動単位は、3ドット単位であり、320x200ドット16色モードで描画される。同ソフトがリリースされた他の機種がアナログパレットによる多色表示を可能としていたのに対し、MZ-2500版は拡張パレットボードに対応しない固定16色での表示となっているため、若干見劣りする画面となっている。
MZ-2520では、FDDのハードウェア的な実装の変更により動作せず、非対応のシールが製品に貼られた。
- デーモンクリスタル

電波新聞社から発売されていた、MZ-1500用のシリーズ作品の移植版。
256色モードで動作する数少ないソフト。
- SPACEBLASTER SG

Oh!MZに掲載。MZ-700のゲームを「アルゴ機能」へ移植したもの。
アトリビュートが文字、背景で別指定できないため、PCGの定義によって同じ画面を構成している。若干発色には違いがある。
- お嬢様くらぶ

徳間インターメディアより発売、数少ないMZの美少女ソフトの内の一本。
FM音源からの割り込みがハード的に実装されていなかったため、かなり強引な方法で割り込み演奏を実現している。
そのため音楽演奏中にFDDアクセスが重なると、一時的に音程がおかしくなってしまう。
BASIC+マシン語ルーチンで構成されており、移植者に対してソースコードが提供される予定であったが、提供がなかったため、オリジナルからの吸出しにより移植が行われた。
MZへ移植される際に特段のコピープロテクトはされなかったがコピープロテクトメーカーのCM(コーヒーブレイク)がそのまま移植されている他、MZ-2000/80Bモードで起動すると注意書きの画面が表示される様になっていた。

### 同人
有志による無償での市販ソフトウェアの移植や、ディスクマガジンなどの活動もあった。
- 星くずばこ

同人ベースのディスクマガジン。☆DUST BOXの表記も使われた。
BASICから起動し、独自のシェルからドキュメントや、プログラムを実行できるようになっており、ドキュメントは着色、点滅などの装飾がされ、編集用のエディタも提供されていた。
読者投稿によるプログラムやデータ以外にも主宰者自身による作品も多く投稿された。
途中の号より、EMMボードに対応し、起動時に接続を検出した場合、フロッピーの内容を予め転送し、ディスクレスで動作した。
MMLの拡張による、効果音の割り込みを想定したBGM演奏プログラムや、擬似スプライトの実装なども行われていた。
作者の多忙さから、発行は不定期であり、頒布は、生ディスク送付か、価格分の定額小為替の送付で行われた。
後期にはテキストVRAMとタイリングパターンを利用し、3Dレースゲームや大きなキャラクタが動作する2人用の格闘ゲーム等も発表された。
主宰者はSEGAのAM2研を経て、ポリフォニーデジタルで今でもゲームプログラマとして活躍している。

## 周辺機器
主に、純正品を下記に記す。ジョイスティックポートはアタリ社仕様のものであり、マウスは、X1や、X68000と互換性のあるインターフェイスを搭載しているため、それらの仕様を持つハードウェアについても、使用可能である。シリアルポートについても、RS-232C準拠であるため、一般的なシリアル接続のモデムなども使用可能である。
- MZ-1F07

純正5.25インチFDD。背面インターフェイスに接続することで増設が可能。
旧機種との互換性のため、増設側を優先して認識することも可能である。
- MZ-1D22（専用アナログディスプレイ）

外形寸法は本体の横幅に合わせてあるため、本体の上に搭載することができた。
- MZ-1D24（専用アナログディスプレイテレビ）

MZ-2531で追加されたテレビコントロールに対応する専用ディスプレイテレビ。
縦幅が、本体をスタンド付きで縦置きした場合に並ぶようにできている。
MZ-2531で追加されたテレビコントロールに対応する専用ディスプレイテレビ。
- MZ-1D26（専用アナログディスプレイテレビ）

テレビ受信機能が省かれたMZ-2500シリーズ専用アナログ接続モニタ
- MZ-1E26（ボイスコミュニケーションボード）

モデムフォンなどの併用により、留守番電話代わりの利用などを可能にしたボード。
- MZ-1E32（MZ-1V01接続用パラレルポート）
- MZ-1E35（ADPCMボード）

Y8950(MSX-AUDIO)を搭載し、ADPCMの録音再生を可能にするボード。
MZ-2861用のハードウェアではあるが、8ビット側のインターフェイスボードであるため、MZ-2500でも利用可能。
- MZ-1E30(HDD I/F)
- MZ-1F23(20MB HDD)
- MZ-1R24（辞書ROMボード）

書院由来の辞書を内蔵し、本体で連文節変換を可能にする。
- MZ-1R37（640KB EMMボード）

I/O空間にマッピングされる640KBのメモリボード。
- MZ-1U09（拡張スロット）

2スロットの拡張スロット。実際には金属枠と、そこに設置されたスロット、フラットケーブルであり、アイビット電子より、互換品も販売された。
- MZ-1M08（ボイスボード）

MZ-1500用のオプションとして発売された音声合成ボードだが、本機でも利用可能になっている。
34種類の定型メッセージ定型メッセージ、一音ごとの発音、若干数のメロディーがROMとして録音されており、それを再生することで発生している。
定型メッセージ以外は単音で発音されるため、音のつなぎこそ不自然ではあるものの、フォルマント合成の音声合成よりも明瞭に聞き取れる。詳細はMZ-1500の項を参照。
英語の発音がチップには内蔵されているが、チップ外に接続された日本語音声のみBASICではサポートされた。
- MZ-1M10（4096色パレットボード）

内部増設のアナログパレットボード。
- MZ-1X29（純正マウス）
- MZ-1X30（モデムホン）

専用のモデムホン。300b.p.s.のモデムと電話機を一体型にした装置。上記MZ-1E26を併用することで本体を留守番電話としても利用可能であった。
- XE-1AJ/CZ-8NJ2

アタリ社仕様のデジタル/アナログジョイスティック。
前者は電波新聞社（マイコンソフト）によるボタンがオレンジのもの。
その設計をそのままにX68000の純正品としてボタンが黒でシャープが販売したものが後者でサイバースティックとよばれた。
市販ソフトでは対応が無かったが、星くず箱にはドライバが掲載され、アナログモードでも入力が可能である。
- XE-1AP

上記サイバースティックの省スペースな互換品。
メガドライブの接続モード等を持ち、その形状からカブトガニとも呼ばれた。
- 優音

同人ベースで製作された、MZ-2500用のMIDI I/Fを備えたHD64180ボード。
HD64180の10MHz版と、512KBのRAM、2KBの共有RAMを持ち、本体側から、共有メモリに対してデータを書き込み、利用する。
ハードウェア自体は、MZ-2500に依存するものではなく、ファームウェアなどのROMはもっていないため、制御プログラムがあれば、同じ仕様のスロットを持つMZでも利用が可能。
本体側よりも高速なCPUと広いメモリ空間を持っているため、I/Oを伴わない処理であれば本体よりも高速に演算することが可能である。